# Zurnazen Mustafa Pacha
Zurnazen Mustafa Pacha est un homme d'État ottoman d'origine albanaise qui fut amiral (Capitan pacha), et grand vizir de l'Empire ottoman pendant quatre heures,, le 5 mars 1656 au cours de la révolte de l'armée parfois appelée « événements du platane (en) ».

## Source de la traduction
- (en) Cet article est partiellement ou en totalité issu de l’article de Wikipédia en anglais intitulé « Zurnazen Mustafa Pasha » (voir la liste des auteurs).